# Crisia serrulata
Crisia serrulata är en mossdjursart som beskrevs av Osburn 1953. Crisia serrulata ingår i släktet Crisia och familjen Crisiidae. Inga underarter finns listade i Catalogue of Life.